# Francouz (film)
Francouz (v originále Le Cœur des hommes) je francouzský hraný film z roku 2003, který režíroval Marc Esposito podle vlastního scénáře. Snímek měl světovou premiéru dne 2. dubna 2003.

## Děj
Čtyři přátelé se znají již mnoho let. Řezník Manu právě ztratil otce a stará se o matku. Jako otec tří již dospělých dětí se zamiluje do své zákaznice Juliette.
Alex podvádí svou ženu Nanou. Ta má o jeho věrnosti pochybnosti, ale Alex je velmi opatrný a vždy dbá na to, aby nezanechal žádné důkazy. Přestože přátelé jeho chování odsuzují, on se nehodlá měnit. S Jeffem řídí vydavatelství sportovních časopisů. Jedna ze zaměstnankyň je Alexova milenka. Oba partneři jsou tlačeni svými anglickými akcionáři, aby propustili část zaměstnanců, což Jeff kategoricky odmítá.
Antoine je učitel tělesné výchovy, který je ženatý s Lili. Mají syna Artura. Jednoho večera se Lili s výčitkami Antoinovi přizná, že ho jednou, před několika měsíci, podvedla s jeho mladším kolegou. Antoine nemůže Lili odpustit, opouští rodinu a odchází bydlet do levného hotelu. Jeff mu nabídne bydlení ve svém bytě, který již neobývá. Jednoho dne napadne rozzlobený Antoine učitele. Jeho přátelé ho vezmou na víkend do Cabourgu, aby ho uklidnili, ale s omezeným úspěchem.
Jeff se nedávno rozvedl a začíná nový život s mnohem mladší Elsou. Jeho nejstarší dcera Margot si bere Nona. Jeffovi se Nono vůbec nelíbí a doufá, že Margot změní názor. Jeff se s manželkou Françoise rozvedl asi před rokem, když mu přiznala, že byla před 15 lety na potratu, aniž by i tom věděl.
Jednoho dne angličtí akcionáři znovu požadují propouštění zaměstnanců. Jeff oznámí, že ze společnosti odchází. Prodává své akcie Alexovi a odchází na jih, aby si užíval důchodu.

## Obsazení
| Bernard Campan         | Antoine                            |
| Gérard Darmon          | Jeff                               |
| Jean-Pierre Darroussin | Manu                               |
| Marc Lavoine           | Alex Bertoni                       |
| Ludmila Mikaël         | Françoise, Jeffova bývala manželka |
| Fabienne Babe          | Lili, Antoinova žena               |
| Zoé Félix              | Elsa, Jeffova žena                 |
| Florence Thomassin     | Juliette                           |
| Catherine Wilkening    | Nanou, Alexova žena                |
| Anna Gaylor            | Marie, Manuova matka               |
| Émilie Chesnais        | Charlotte, Alexova dcera           |
| Rebecca Potok          | Marie-Hélène                       |
| Marianne Viard         | Joëlle, asistetka Jeffa a Alexe    |
| Valérie Steffen        | Diane, Johnova zástupkyně          |
| Alice Taglioniová      | Annette, advokátka                 |
| Vincent Colombe        | Miller                             |

## Ocenění
- Světový filmový festival v Montrealu: nominace na Grand Prix des Amériques (Marc Esposito)
- César: nominace v kategorii nejlepší herec ve vedlejší roli (Marc Lavoine)